# Sunny Lane

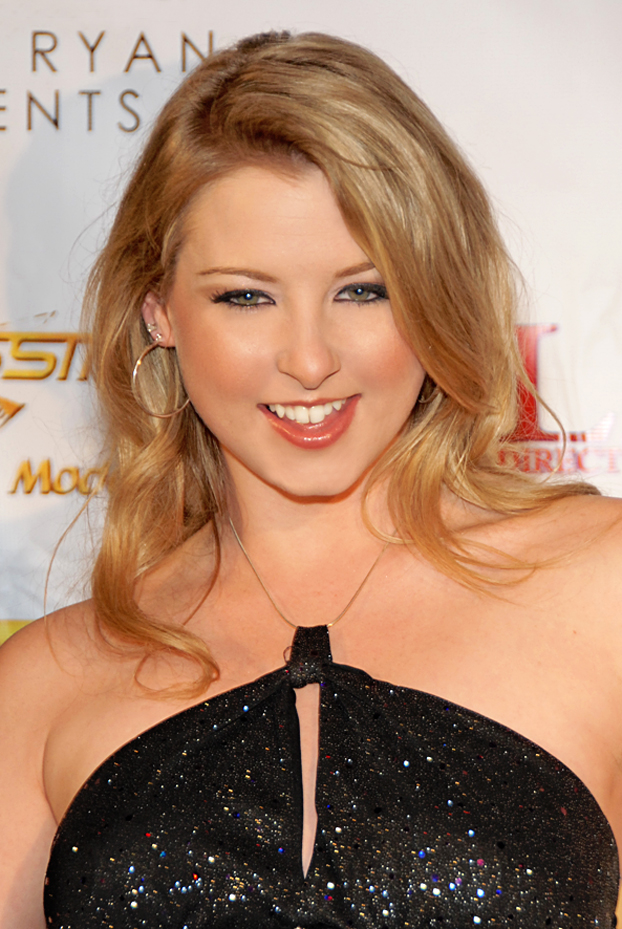
Sunny Lane bei einer Spendenparty (2009)

Sunny Lane (* 2. März 1980 in Georgia als Holly Hodges) ist eine US-amerikanische Pornodarstellerin.

## Leben und Karriere

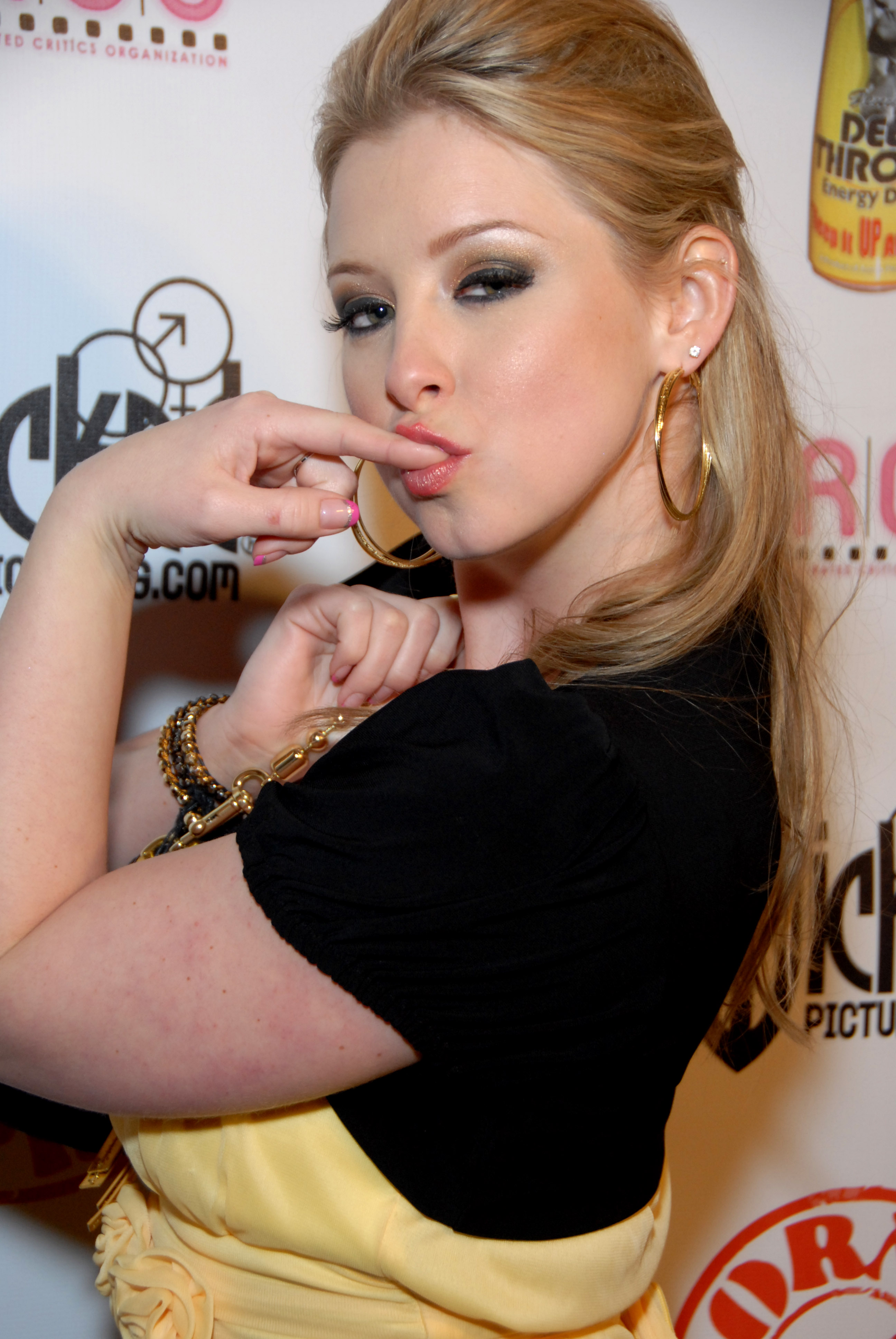
Sunny Lane bei den XRCO Awards 2009

Sie ist ausgebildete Eiskunstläuferin, musste jedoch ihre Karriere wegen einer Verletzung frühzeitig beenden. Fortan arbeitete sie als Trainerin für Eisläuferinnen und unterrichtete Yoga und Pilates.
Im Alter von 24 Jahren begann sie nackt zu tanzen und wurde 2004 Showgirl des Jahres der US-amerikanischen Stripclub-Kette Déjà Vu.  2005 lernte sie auf einer AVN-Aftershow-Party den Pornodarsteller Sean Michaels kennen und begann noch im gleichen Jahr in der Pornobranche zu arbeiten. Ihre Karriere wird unterstützt und gemanagt von ihren Eltern Shelby und Mike, mit denen sie sich auch eine Wohnung teilt. Im Laufe ihrer bisherigen Karriere wirkte sie in über zweihundertfünfzig Filmen mit. Außerdem listet die IAFD einen Film, bei dem sie Regie geführt hat. Aufgrund ihres jungen Aussehens erhielt sie in der Branche den Spitznamen „Shirley Temple of Porn“.
Sie hatte einen Auftritt in der Pilotfolge der Reality-Serie My Bare Lady, die am 7. Dezember 2006 auf FOX ausgestrahlt wurde. Bei den AVN-Awards 2007 erhielt sie fünf Nominierungen. 2008 erhielt sie einen AVN-Award in der Kategorie „Best POV Sex Scene“ sowie 2009 gemeinsam mit Manuel Ferrara in der Kategorie „Best Anal Sex Scene“. Insgesamt wurde sie im Laufe ihrer Karriere 18 mal für einen AVN-Award sowie zweimal für einen XRCO-Award nominiert. Sie ist zudem bekannt für ihre Darstellungen in Pornoparodien, über die Jahre 2009–2015.
Im 2013 veröffentlichten Film Don Jon von Joseph Gordon-Levitt tritt sie in Pornoszenen, die der Protagonist Jon betrachtet, auf.

## Filmografie(Auswahl)

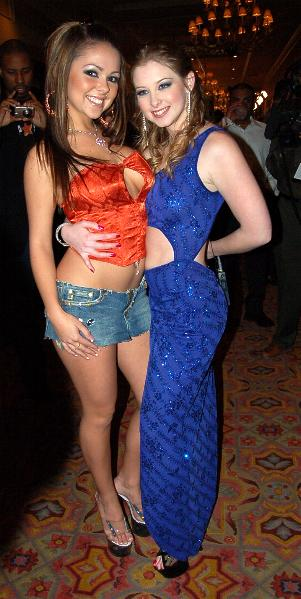
Sunny Lane mit Julia Bond bei den AVN Awards 2006

Die Internet Adult Film Database (IAFD) listet bis heute (Stand: Juli 2020) 340 Filme, in denen sie mitgespielt hat. Außerdem listet die IAFD einen Film auf, in dem sie Regie geführt hat.
- 2005: Darkside
- 2005: Whale Tail 1
- 2005: Dark Angels 2
- 2006: Slut Puppies 2
- 2006: Britney Rears 2 – I Wanna Get Laid
- 2006: Jack’s POV 3
- 2006: Provocative
- 2007: Big Mouthfuls 12
- 2007: Diary of a Nanny 2
- 2007: Brianna Love Is Buttwoman
- 2007: Massive Asses 1
- 2008: Roller Dollz
- 2008: Not Bewitched XXX
- 2009: Performers of the Year 2009
- 2009: Flight Attendants
- 2009: Women Seeking Women 58
- 2010: Alice
- 2010: Sex and the City – The XXX Parody
- 2010: Battle of the Asses 2
- 2011: Supergirl XXX
- 2012: Batgirl XXX: An Extreme Comixxx Parody
- 2013: Love Boat XXX: A Parody
- 2014: Not Jersey Boys XXX: A Porn Musical

## Auszeichnungen

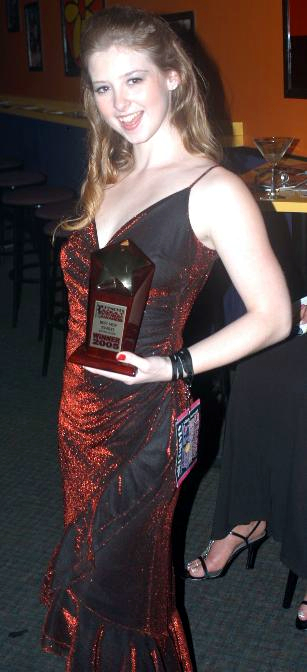
Sunny Lane mit ihrem NightMoves Award von 2005 in Tampa

- 2005: NightMoves Award als New Starlet (Editor’s Choice)[10]
- 2006: F.O.X.E. Award als Vixen[11]
- 2006: AEBN VOD Award als Best Newcomer[12][13]
- 2006: RogReviews.com Critic’s Choice Award als Best Female Performer[14]
- 2006: NightMoves Award als Miss Congeniality[15]
- 2007: Adam Film World Guide Award als Actress Of The Year (in Sex Pix)[16]
- 2007: Adultcon Award als Best Actress for an intercourse performance (in Slut Puppies)[17]
- 2008: AVN Award für Best POV Sex Scene (in Goo Girls 26)[18]
- 2008: NightMoves Award als Best Feature Dancer (Fan’s Choice)[19]
- 2009: AVN Award für Best Anal Sex Scene (in Big Wet Asses 13, zusammen mit Manuel Ferrara)[20]
- 2014: XRCO Award für Best Cumback[21]
- 2014: Aufnahme in die NightMoves Hall of Fame[22]
- 2021: XRCO Award – Hall of Fame[23]